# Trzcianka (województwo łódzkie)
Trzcianka – wieś w Polsce położona w województwie łódzkim, w powiecie łowickim, w gminie Łyszkowice.
| SIMC    | Nazwa      | Rodzaj    |
| ------- | ---------- | --------- |
| 0731117 | Konarzew   | część wsi |
| 0731123 | Stara Wieś | część wsi |
| 0731130 | Zacisze    | część wsi |

Wieś szlachecka położona była w drugiej połowie XVI wieku w powiecie rawskim ziemi rawskiej województwa rawskiego. W latach 1975–1998 miejscowość położona była w województwie skierniewickim.